# The Everly Brothers
The Everly Brothers war ein US-amerikanisches Gitarren- und Gesangsduo, das ab Mitte der 1950er-Jahre eines der erfolgreichsten Musikduos der Popgeschichte und die erfolgreichste Gesangsgruppe der Ära vor der Gruppe The Beatles wurde.
Bis 1973 traten die Brüder Isaac Donald „Don“ Everly (* 1. Februar 1937 in Brownie, Kentucky; † 21. August 2021 in Nashville, Tennessee) und Philip Jason „Phil“ Everly (* 19. Januar 1939 in Chicago, Illinois; † 3. Januar 2014 in Burbank, Kalifornien) gemeinsam auf; nach einer rund zehnjährigen Trennungszeit arbeiteten sie ab 1983 wieder gemeinsam im Studio und auf der Bühne.
Das Duo erreichte mit sieben Titeln die Spitze der US-amerikanischen und/oder britischen Single-Hitparaden: Wake Up Little Susie, All I Have to Do Is Dream, Claudette, Cathy’s Clown, Walk Right Back, Ebony Eyes und Temptation. Sie mischten Folk-, Bluegrass- und Hillbilly-Musik mit zeitgenössischem Rock ’n’ Roll und kreierten mit ihrem harmoniebetonten zweistimmigen Gesang einen eigenen Popsound, der so erfolgreichen Künstlern wie den Beatles, den Beach Boys, den Hollies, Simon & Garfunkel und vielen anderen als Vorbild diente. Sie zählten zu den zehn Gründungsmitgliedern der Rock and Roll Hall of Fame und wurden vom Rolling Stone 2004 auf Platz 33 ihrer Liste der hundert größten Musikacts aller Zeiten geführt.

## Geschichte

### 1930er-Jahre bis 1955: Die Familie Everly
Phil und Don Everly stammten aus einer Familie, die in den 1920er- und 1930er-Jahren im Muhlenberg County im US-Bundesstaat Kentucky lebte. Die Brüder Leonard, Charlie und Isaac „Ike“ Everly arbeiteten im Kohlebergbau und spielten in ihrer Freizeit Gitarre. „Sie konnten keine Noten lesen, also spielten sie nach Gehör“, erinnerte sich später Leonards Sohn, Reverend Ted Everly. Ike Everly (1908–1975) spielte eine von schwarzer Musik beeinflusste Gitarre im Stile von Sam McGee oder Merle Travis. Nach Angaben auf der Website History-of-Rock.com hatten die Brüder eine Eigenkomposition im Repertoire, eine Kombination aus Bluegrass und Ragtime. Sie nannten das Instrumentalstück That’s the Mood I’m In, meldeten daran jedoch nie ihre Rechte an. Ein sehr ähnliches Musikstück wurde später unter dem Titel In the Mood ein Welthit für Glenn Miller und sein Orchester.
Am 31. August 1935 heiratete Ike Everly die Nachbarstochter Margaret Embry (1919–2021). In Brownie, einer kleinen, heute nicht mehr existierenden Kohlebergbau-Gemeinde etwa drei Kilometer östlich von Central City, wurde 1937 ihr erster Sohn Don geboren. Wenig später zogen die Everlys nach Chicago, wo Anfang 1939 der zweite Sohn Phil zur Welt kam; die jüngeren Brüder von Ike folgten ihnen mit ihren Familien. Sie gaben ihre ländliche Musik in diversen Bars und Nachtklubs der Großstadt zum besten. „Mein Vater spielte in Honky-Tonks mit Billardtischen und einer kleinen Bühne“, erinnert sich Don an diese Zeit. Doch obwohl sie in Chicago recht erfolgreich waren, beschlossen Ike und Margaret, dass ihre Kinder in ländlicher Umgebung aufwachsen sollten. Ike nahm daher wenig später beim Radiosender KASL in Waterloo (Iowa) einen Job an.
Ab 1945 lebten die Everlys in Shenandoah (Iowa); hier hatten Ike und Margaret, die sich mittlerweile als Country-Musiker im ganzen Süden und Mittleren Westen der USA einen Namen gemacht hatten, eine tägliche Radioshow im Morgenprogramm beim Lokalsender KMA. In der Sendung traten regelmäßig auch ihre Söhne auf, Don als „Little Donnie“ seit seinem achten und Phil als „Baby Boy Phil“ seit seinem sechsten Lebensjahr. Noch vor 1950 erhielt die Show den Titel The Everly Family Show.
1952 wechselte die Familie zum Sender WIKY in Evansville (Indiana), blieb dort aber nur ein Jahr. Es begann der Siegeszug des Schallplatten abspielenden Discjockeys im Radio – eine Gruppe, die Livemusik spielte, wurde langsam zum Anachronismus. In Tennessee fanden die Everlys beim Sender WROL in Knoxville Ende 1953 für kurze Zeit noch einmal einen neuen Job, doch das Konzept der sendungsgestaltenden Familienband hatte sich überlebt. Ike Everly wechselte ins Baugewerbe, Margaret begann in einem Schönheitssalon zu arbeiten.

### 1955 und 1956: Neuanfang in Nashville
Als ihre Eltern sich aus dem Showbusiness zurückzogen, hatten Don und Phil bereits die High School abgeschlossen. Sie zogen nach Nashville, wo sie zunächst in den Clubs der Stadt auftraten. Mit Hilfe von Country-Musiker und Musikproduzent Chet Atkins, einem alten Freund von Ike, konnten sie als Songschreiber beim Verlag Acuff-Rose unterkommen. Eines ihrer Lieder, Thou Shalt Not Steal, wurde ein Country-Hit (Platz 14 für Kitty Wells; Dezember 1954), so dass die Brüder ein wenig Geld nebenher verdienen konnten.
Am 9. November 1955 machten Don und Phil ihre ersten Aufnahmen für Columbia Records – vier traditionelle Country-Songs innerhalb von 20 Minuten, produziert von Chet Atkins. Im Februar 1956 wurden zwei dieser Titel als ihre erste Single unter dem Namen „The Everly Brothers“ veröffentlicht: Keep a-Lovin’ Me und The Sun Keeps Shining. Da die Nachfrage sich stark in Grenzen hielt, wurde die Zusammenarbeit zwischen Columbia und den Everlys nicht verlängert.
Sie lebten nun wieder von Auftritten in Clubs, doch traditionelle Country-Musik war nicht mehr das, was sie spielen wollten – auch sie hatten mittlerweile Bekanntschaft mit den Songs von Elvis und dem Sound des Rhythm and Blues gemacht. Auf der Suche nach einer neuen Plattenfirma wurde ihr Verlagschef Wesley Rose, der bald auch ihr Manager werden sollte, bei Cadence Records fündig. Das Label wurde von Archie Bleyer geleitet, einem ehemaligen Swing-Bandleader, der zuvor unter anderem für die Erfolge der Chordettes und von Andy Williams verantwortlich war.

### 1957 bis 1960: Erfolge bei Cadence Records

#### Durchbruch mitBye Bye Love
Mit dem Wechsel der Plattenfirma stellte sich der Erfolg ein – vor allem, weil die Everlys 1957 begannen, mit den Songschreibern Felice und Boudleaux Bryant zusammenzuarbeiten. Zudem ließen sie sich von einer Gruppe professioneller Studiomusiker begleiten, deren Instrumentierung man den Nashville Sound nennt. Das Ehepaar Bryant hatte das Lied Bye Bye Love geschrieben, das schon dreißig Künstler und Bands abgelehnt hatten, darunter der ebenfalls bei Cadence unter Vertrag stehende Gordon Terry und Elvis Presley. Den Everlys gefiel es, aber sie hatten auch kaum eine Wahl – wie Phil sagte: „Wir hätten jeden Song aufgenommen, den sie uns gegeben hätten, denn dafür bekamen wir 68 Dollar“ – Geld, das sie brauchten. Don und Phil gaben dem Lied ein Arrangement, das sie für ihren eigenen Song Give Me a Future kreiert hatten, und waren mit dem Ergebnis zufrieden.
Im Frühjahr 1957 kündigte Bleyer die erste Cadence-Single der Everlys mit einer halbseitigen Anzeige im Billboard Magazine an. Billboard schrieb über die Neuerscheinung am 20. April 1957: „Diese Teenager aus Tennessee haben einen eigenen, gefälligen Sound und könnten es in der Pop- wie in der Country- und Westernmusik weit bringen.“ Während Don und Phil auf einer Tournee durch kleine Orte in Florida, Mississippi und Alabama waren, stieg Bye Bye Love in die Billboard-Popcharts ein.
Im Juni und Juli 1957 stand die Single vier Wochen lang auf Platz zwei, hinter Nummer-eins-Hits von Elvis Presley (Teddy Bear) und Pat Boone (Love Letters in the Sand). In den Country-Charts kletterte der Titel bis auf Platz 1 und in der R&B-Hitliste auf Platz 5. Bye Bye Love war die zweite Single-Veröffentlichung der Everlys – und gleich die erste, die mehr als eine Million Exemplare verkaufte. Der Hit öffnete ihnen auch die Türen zu Shows in Hörfunk und Fernsehen. Nach dem Ende ihrer kleinen Tour durch die Provinz standen sie am 11. Mai 1957 in der Grand Ole Opry im Ryman Auditorium in Nashville erstmals vor 4000 Menschen auf die Bühne. Außerdem traten sie unter anderem in der Ed Sullivan Show und bei Perry Como auf.

#### Platz eins mitWake Up Little Susie
Um einen Nachfolgehit zu erreichen, wurden erneut die Bryants beauftragt. Sie boten das Lied Wake Up Little Susie an, das Archie Bleyer allerdings nicht gefiel. Er hielt den Text für unanständig – für Bleyer hörte er sich an, als hätten Susie und ihr Freund im Autokino miteinander geschlafen. Am 16. August 1957 nahmen die Everlys trotz dieser Bedenken das Lied auf, und es wurde als A-Seite der nächsten Single veröffentlicht.
Einige Verantwortliche verschiedener Hörfunksender schlossen sich der Meinung Bleyers an und weigerten sich, den Titel zu spielen – was nichts daran änderte, dass er der erste Nummer-eins-Hit der Everly Brothers wurde. Am 14. Oktober 1957 löste Wake Up Little Susie Jimmie Rodgers’ Honeycomb an der Spitze der US-Charts ab. Don und Phil befanden sich zu diesem Zeitpunkt auf einer 78-Städte-Tournee durch die USA. Die Tour dauerte fast zwölf Wochen und hieß The Biggest Show of Stars for '57.
Neben den Everlys waren die Rock-’n’-Roll-Größen Chuck Berry, Buddy Knox, The Drifters, Paul Anka, Fats Domino, The Crickets, Eddie Cochran, LaVern Baker, Frankie Lymon und Clyde McPhatter dabei. Auch von Wake Up Little Susie, das in nur vier Takes aufgenommen worden war, wurden in den USA mehr als eine Million Singles verkauft. Mit Eddie Cochran und Buddy Holly waren die Brüder befreundet. 1957 machten sie Cochran mit seiner späteren Verlobten, der Songschreiberin Sharon Sheeley, bekannt. Holly schrieb später für die Everly Brothers das Lied Love’s Made a Fool of You, das sie aber nie aufnahmen. Phil Everly war 1959 einer der Sargträger bei Hollys Beerdigung.
Die nächste Single This Little Girl of Mine verfehlte die Top 20. Das Stück war aber neben den beiden großen Hits auf dem gleichzeitig veröffentlichten ersten Album der Everly Brothers zu finden. Mit Rock-’n’-Roll-Standards wie Little Richards Rip It Up oder Gene Vincents Be-Bop-A-Lula und Country-Songs wie Brand New Heartache zeigten die Brüder hier die ganze Bandbreite ihres Repertoires. Die LP hieß einfach The Everly Brothers, wurde aber bekannt als The Everly Brothers – They’re Off and Running, nach dem Slogan, den Archie Bleyer auf das Cover hatte drucken lassen, der etwa mit „Sie sind losgestürmt und nicht zu stoppen!“ übersetzt werden kann. Die LP kam in den USA in die Top 20 der Billboard-Charts.

#### All I Have to Do Is Dream

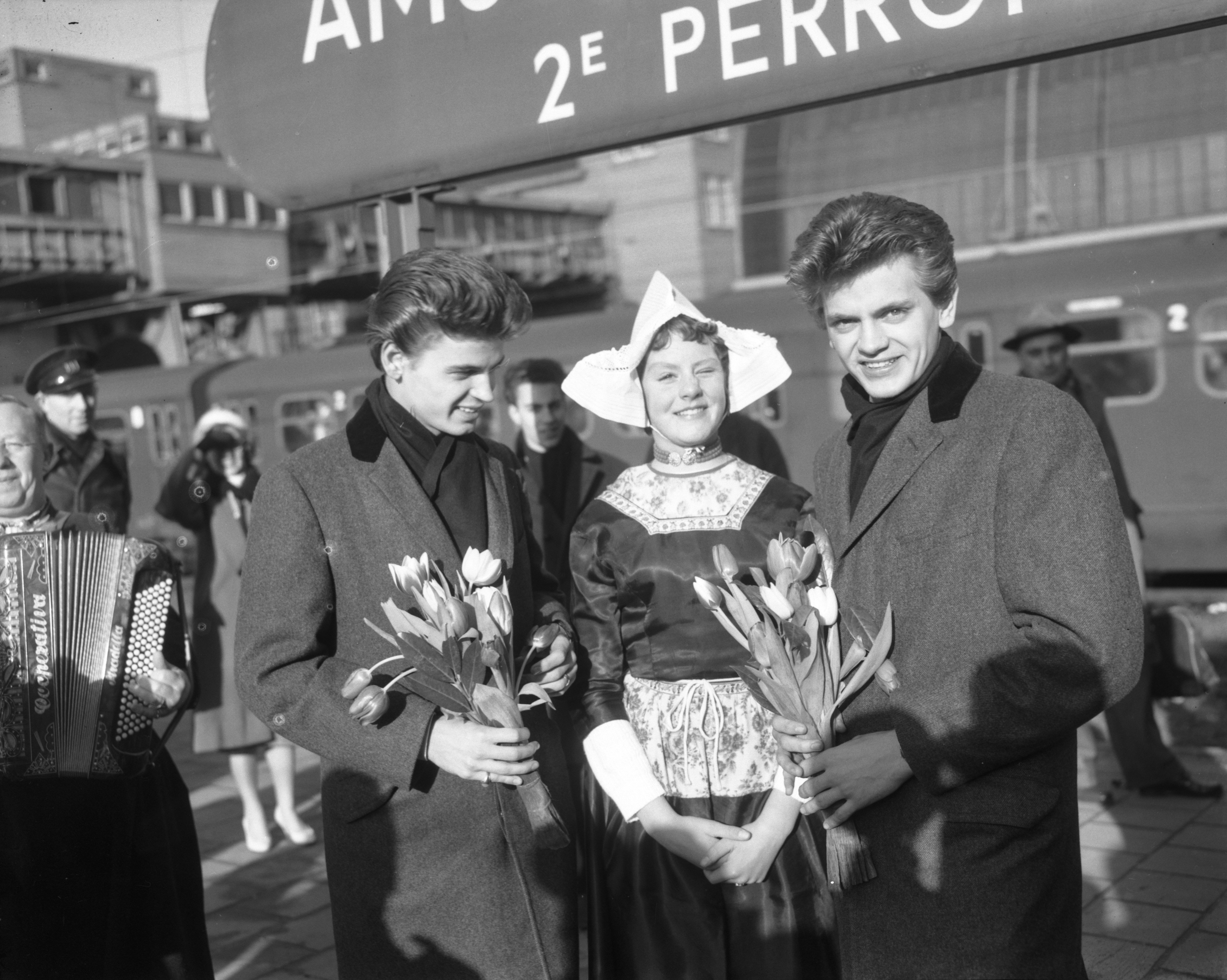
Die Everly Brothers (links Don, rechts Phil) werden nach ihrer Ankunft auf dem Amsterdamer Hauptbahnhof von einer Frau in Volendamer Tracht mit Tulpensträußen begrüßt (1959)

Hatten die ersten beiden Hits in Großbritannien die Topposition noch knapp verfehlt (Bye Bye Love wurde ein Nummer-sechs-Hit, Wake Up Little Susie stieg bis auf Platz 2), so gelang den Everlys mit ihrer dritten Cadence-Single (die in Großbritannien von London Records vertrieben wurden) auch hier der endgültige Durchbruch. All I Have to Do Is Dream stammte erneut aus der Feder von Felice und Boudleaux Bryant.
Phil Everly hörte den Song als Demoversion von Boudleaux Bryant und bemerkte, dass dieses Lied Erfolg haben müsse, selbst wenn man diese Demo als Single veröffentlichte – „weil es einfach ein großartiger, schöner Song ist.“ Am 6. März 1958 nahmen die Brüder das Lied auf, ab dem 12. Mai war es vier Wochen lang die Nummer eins in der Billboard-Hitliste, ab dem 4. Juli sieben Wochen lang auch in den britischen Charts.
All I Have to Do Is Dream wurde nicht nur für die Everlys zum Millionenseller – seither kamen auch Versionen von Richard Chamberlain (1963), den Duos Glen Campbell und Bobbie Gentry (1969) sowie Victoria Principal und Andy Gibb (1981) und 1994 von Phil Everly im Duett mit Cliff Richard in die Hitparaden. In den USA war die Single der Everly Brothers einer der wenigen Songs, die sowohl in den Pop- als auch in den Country- und in den Rhythm-and-Blues-Charts die Spitzenposition erreichen konnten. In Großbritannien wurde All I Have to Do Is Dream als Doppel-A-Seite veröffentlicht, sodass auch Claudette ab dem 4. Juli 1958 als Nummer-eins-Hit notiert wurde – ein Lied, das der zu jener Zeit noch weitgehend unbekannte Roy Orbison über seine Ehefrau geschrieben hatte.

#### Der Bruch mit Archie Bleyer
Die Hitparadenerfolge Devoted to You, Bird Dog, Problems und Love of My Life rundeten das Jahr 1958 für die Everly Brothers ab. In der britischen Musikzeitschrift New Musical Express erklärten Don und Phil ihren Fans das Erfolgsrezept ihrer Lieder: „Sie sind einfach, direkt und auf den Punkt. Junge Leute wollen nicht lange an der Bedeutung eines Songs herumrätseln.“
Don Everly heiratete 1959 seine Freundin Sue, was den Fans zunächst verheimlicht wurde; die Ehe scheiterte jedoch schnell. Das Jahr brachte den Brüdern erneut drei Top-20-Hits. Ende des Jahres nahmen sie – erstmals außerhalb Nashvilles, nämlich in New York, und erstmals mit Streichern – eine Adaption des Gilbert-Bécaud-Chansons Je t’appartiens unter dem Titel Let It Be Me auf. Die Brüder Everly waren mittlerweile etablierte Stars, wurden aber von den Verantwortlichen bei Cadence Records noch immer nach Standard entlohnt. Geld verdienten Don und Phil vor allem durch Konzerte, bei denen die Plattenfirma nicht mitreden durfte. Die Differenzen über das leidige Thema, aber auch über das Mitspracherecht, was wann veröffentlicht werden sollte, führten Ende des Jahres zum Bruch zwischen Archie Bleyers Plattenfirma und den Everly Brothers; Anfang 1960 brachte Cadence allerdings noch Let It Be Me in die Hitparaden – als letzte Neuaufnahme der Brüder auf ihrem alten Label.

### 1960 bis 1973: Hits und Alltag bei Warner Bros.

#### Die erfolgreichste SingleCathy’s Clown

Die Single Cathy’s Clown

Neue verantwortliche Plattenfirma für die Produktionen der Everly Brothers wurde 1960 Warner Bros. Pictures – eine Filmgesellschaft, die noch gar keine Abteilung für Schallplatten hatte. Mit dem Wechsel erhielten die Brüder als erste Künstler des Rock ’n’ Roll einen Garantievertrag in Millionenhöhe. Sie unterschrieben bei Warner Bros. Records einen Zehn-Jahres-Vertrag. Zunächst änderte sich durch den Wechsel nichts an ihrem Status als Hitmacher. Ihr erster Hit für Warner, Cathy’s Clown, brachte die Brüder 1960 erneut beiderseits des Atlantiks an die Spitze der Hitparaden. Es wurde mit weltweit mehr als drei Millionen verkauften Exemplaren die erfolgreichste Single der Brüder, die sie überdies selbst geschrieben hatten. Als erste Single, die Warner Bros. in Großbritannien veröffentlichte, erhielt Cathy’s Clown dort die Katalognummer WB1. In diesem Jahr gingen die Everlys auch in Großbritannien auf Tournee, als Begleitband standen mit ihnen die Crickets auf der Bühne.
Die Jahre 1960 und 1961 brachten den Brüdern weitere große Hits, darunter die britische Doppel-Nummer-1 Walk Right Back / Ebony Eyes. Auch die Nachfolgesingle Temptation stieg in Großbritannien auf die Spitzenposition. In einer weiteren Hinsicht war dieses Bing-Crosby-Stück aus dem Jahr 1933 bedeutend für die Everly Brothers: Der Musikverlag Acuff-Rose hatte die Rechte an dem Lied, aber Wesley Rose, der immer noch Manager der Brüder war, wollte es nicht von den Everly Brothers in deren Arrangement veröffentlicht haben. So kam es zum Bruch zwischen Rose und den Brüdern, was auch bedeutete, dass sie keine neuen Kompositionen von Felice und Boudleaux Bryant mehr erhielten. Ihr neuer Manager wurde Jack Rael, der zuvor Patti Page betreut hatte.

#### Militärdienst, Suchtprobleme und Niedergang
Ende 1961 wurden Don und Phil zum United States Marine Corps eingezogen, um ihre sechs Monate Militärdienst abzuleisten. Zwar machten sie anschließend eine sechswöchige „Comebacktournee“ durch die USA, und Warner Bros. brachten ein Golden Hits-Album heraus, auf dem die Topsongs zu hören waren, die The Everly Brothers für Warner eingespielt hatten, von Cathy’s Clown bis zu That’s Old-Fashioned (ihrem letzten Top-10-Hit in USA); doch langsam wurden sie in ihrem Heimatland in die zweite Reihe verdrängt. Noch aber waren sie Stars – auch ohne die Bryants lieferten die Everlys bis Ende 1962 sechs weitere Top-Ten-Hits.
Das Leben als Stars brachte jedoch auch seine Nachteile mit sich. „Don machte der Druck durch Tourneen und Plattenaufnahmen immer mehr zu schaffen, und er wurde drogenabhängig“, schrieb Frank Laufenberg. Dons Arzt Max Jacobson hatte ihm das Medikament Ritalin gegen den Tourstress verschrieben. Auf einer Europatournee erlitt Don in London angeblich einen Zusammenbruch. Er „wurde mit Lebensmittelvergiftung und Erschöpfung entschuldigt“, hatte aber tatsächlich mit einer Überdosis Medikamenten einen Selbstmordversuch unternommen. Er wurde in die USA zurückgeflogen, Phil musste die Tournee allein zu Ende bringen. Trotz der Probleme ging Don 1962 eine zweite Ehe ein, mit dem Starlet Venetia Stevenson. Aus dieser Ehe stammen die drei Kinder Stacy, Edan und Erin; Erin war 1990 kurzzeitig mit Axl Rose, dem Sänger der Guns N’ Roses, verheiratet. 1963 heiratete auch Phil: Jackie Ertel, die Stieftochter von Archie Bleyer, dem Präsidenten von Cadence Records, wurde seine Frau. Sein Sohn Jason wurde ebenfalls Musiker und Songschreiber.
Nach 1962 ließ der Erfolg der Brüder nach. Der Niedergang ging umso schneller, als die Beatles, deren Close harmonies auf dem Gesang der Everlys aufbauten und deren Hauptkomponisten Paul McCartney, der bereits als 15-Jähriger mit seinem Bruder Mike Bye Bye Love von den Everly Brothers bei einem Talentwettbewerb in einem Feriencamp vortrug, und John Lennon von den Everly Brothers sehr stark beeinflusst waren, die USA musikalisch eroberten. Infolge der sogenannten British Invasion, des erfolgreichen Auftretens britischer Interpreten in den USA in der ersten Hälfte der 1960er-Jahre, wurde es stiller um die Brüder. 1963 gingen die Everly Brothers als Headliner mit diversen anderen Bands erneut auf Tournee in Großbritannien. Mit dabei Bo Diddley, Little Richard, die noch wenig bekannten Rolling Stones sowie die deutsche Band The Rattles. Cadence Records brachten eine Sammlung der Originalhits aus der frühen Zeit mit dem Titel 15 Everly Hits heraus. 1964 gab es ein Warner-Bros.-Kompilationsalbum mit dem Titel The Very Best of the Everly Brothers, auf dem es auch neue Versionen von sechs ihrer Cadence-Hits (neu aufgenommen in Nashville) gab, neben sechs Originalhits aus der Warner-Zeit. Einige dieser Neuaufnahmen, darunter Devoted to You und All I Have to Do Is Dream, werden manchmal heute noch an Stelle der Originale gespielt.

#### Comeback, Stiländerungen und Disharmonie

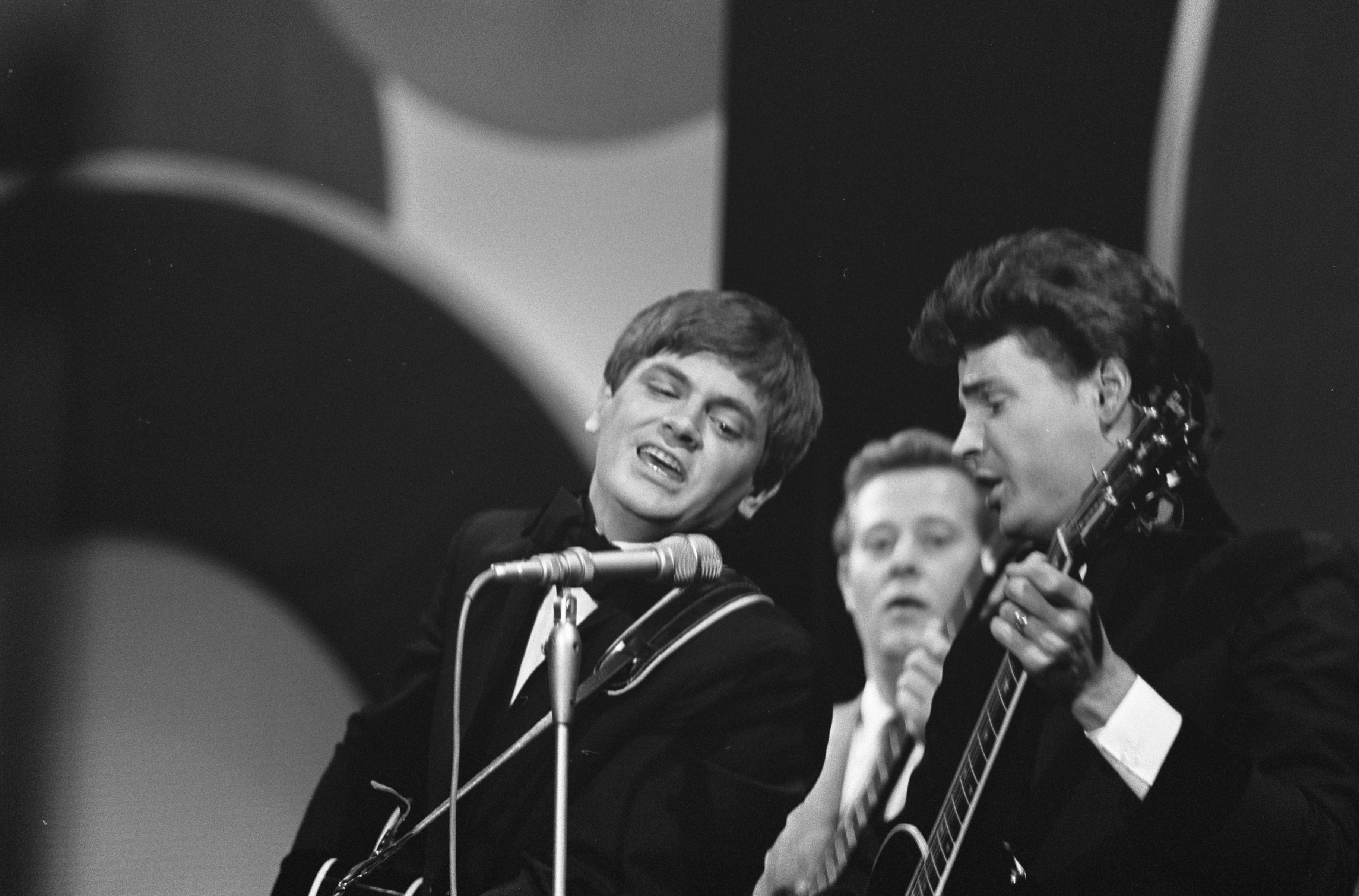
Auftritt bei der Grand Gala du Disque (1965)

In Großbritannien erlebten die Everly Brothers 1965 mit The Price of Love, einer Eigenkomposition, und Love Is Strange ein kleines Comeback und verzeichneten noch einmal zwei große Hitparadenerfolge. Doch die Landschaft der Popmusik hatte sich grundlegend geändert. Die Brüder versuchten, mit Alben wie Rock ’n’ Soul oder Beat ’n’ Soul (beide 1965) den Spagat zwischen ihrem eigenen Stil und der Beat-Ära zu schaffen. 1966 nahmen sie mit den Hollies sowie Jimmy Page und John Paul Jones als Sessionmusikern die LP Two Yanks in England auf, zu dem die Hollies unter dem kollektiven Pseudonym Ransford zwei Drittel der Titel beisteuerten. Auf anderen Langspielplatten widmeten die Everlys sich wieder verstärkt der Country-Musik, so 1968 auf Roots, einem Konzeptalbum, das Ausschnitte der The Everly Family-Radiosendung aus dem Jahr 1952 enthielt und mit dem sie auch aufnahmetechnisch nach Nashville zurückkehrten.
Doch all diese Versuche fanden zwar Anerkennung, aber kaum Käufer. „Schlecht war keines dieser Projekte“, schreibt der Oldie-Markt, „die Harmonien der Brüder und die durchaus vertretenen, überzeugenden Eigenkompositionen machten eigentlich jede Platte hörenswert, wobei besonders die Zusammenstellungen mit Countrysongs ihren Reiz hatten.“ Mit dem autobiografischen Song Bowling Green hatten sie 1967 ihren letzten Top-40-Hit in den USA. Als Vertretung für Johnny Cash präsentierten die Everly Brothers 1970 eine eigene Fernsehserie beim US-Sender ABC. Bis 1970 veröffentlichten sie weiter bei Warner Bros., danach unterzeichneten sie bei RCA Victor, für die sie 1972 in Los Angeles das Countryrock-Album Stories We Could Tell (mit Kollegen wie Delaney und Bonnie Bramlett, David Crosby und Graham Nash, Geoff Muldaur und Warren Zevon) und 1973 (diesmal wieder in Nashville, und nach langer Zeit wieder einmal mit Chet Atkins als Produzent) Pass the Chicken and Listen einspielten.
Keines dieser Alben war erfolgreich, und die Atmosphäre zwischen den Brüdern verschlechterte sich zusehends: „Unser erstes gemeinsames Opus für RCA war ein Krieg im Studio […] zwischen uns herrschte eine extrem hohe Spannung“, sagte Phil später – und bestätigte damit letztlich, was die Brüder schon 1961 zu Protokoll gegeben hatten: „Wir werden oft gefragt, ob es unserer Karriere nicht hinderlich war, dass wir Brüder sind. Sie stellen sich halt vor, dass die meisten Brüder Streit haben; und bei uns ist es so, wenn hinter der Bühne keine Harmonie herrscht, dann gibt es davon meist auch nicht viel auf der Bühne.“ Mit einem Paukenschlag nahm daher die Erfolgsstory ein vorläufiges Ende: Die Everly Brothers als Gesangsduo und die Brüder Don und Phil privat trennten sich 1973.

### 1973 bis 1983: Trennung und Solopfade
Der Eklat spielte sich am 14. Juli 1973 im John-Wayne-Theater in Hollywood ab. Während eines Konzerts zertrümmerte Phil seine Gitarre und stürmte von der Bühne. Don erklärte mit den Worten „The Everly Brothers died ten years ago.“ („Die Everly Brothers sind schon seit zehn Jahren tot.“) den entsetzten Konzertbesuchern das Ende der Band. Für Phil Everly war im Nachhinein „der Hauptgrund, warum wir auseinandergingen […], dass uns klar wurde: wir hatten alles das zusammen gemacht, was möglich war. Die Zeit war gekommen, es alleine zu versuchen.“ Erst 1983 traten sie wieder gemeinsam auf – beim Reunion-Konzert in der Londoner Royal Albert Hall.
Schon 1961 hatte Don Everly einen Alleingang als Solokünstler gewagt. Als Adrian Kimberly brachte er seine Debütsingle Pomp and Circumstance sogar auf Platz 43 der US-Charts; weitere Veröffentlichungen unter diesem Pseudonym floppten jedoch. Im Jahr 1971 unternahm er den zweiten Versuch, diesmal unter seinem echten Namen. Weder mit der LP Don Everly noch mit der ausgekoppelten Single Tumblin’ Tumbleweeds hatte er Erfolg, obwohl durchaus bekannte Musiker wie Ry Cooder und Sneaky Pete Kleinow daran mitwirkten.
Ebenfalls noch vor der Trennung war es Phil, der 1973 sein erstes Soloprojekt vorstellte. Auf dem von Duane Eddy produzierten Folkrock-Album Star Spangled Springer spielten James Burton, Warren Zevon, Jim Horn und Earl Palmer. Als Single wurde der Song God Bless Older Ladies ausgekoppelt – eine Fehlentscheidung, denn die B-Seite The Air That I Breathe (geschrieben von Albert Hammond und Mike Hazlewood) wurde in einer Aufnahme von den Hollies wenig später ein Welthit.
Ein Jahr darauf brachte Don Everly die LP Sunset Towers heraus, auf welcher ihn die englische Band Heads, Hands & Feet mit Gitarrist Albert Lee begleitete, der danach einer von Dons guten Freunden wurde. Lee gehörte zeitweise auch zu den Dead Cowboys, so der Name von Dons Tourband in diesen Jahren. 1976 gab es wieder eine reine Country-LP von Don, Brother Jukebox, produziert von seinem Ex-Manager Wesley Rose. Immerhin schaffte es die Single Yesterday Just Passed My Way Again von diesem Album für einige Wochen in die Countrycharts.
Doch alle Versuche beider Brüder, einen großen Popcharterfolg zu erzielen, scheiterten – da halfen auch Neuaufnahmen alter Hits wie So Sad (To Watch Good Love Go Bad) (Don, 1977) oder When Will I Be Loved (Phil, 1975) nichts. Allerdings fanden Kompilationsalben ihrer alten Hits vor allem in Großbritannien immer wieder Käufer.
Erst im November 1982 – 14 Jahre nach dem letzten Top-40-Hit der Everly Brothers – konnte Phil Everly eine Single in den unteren Regionen der britischen Charts platzieren; Louise kletterte auf die Position 47. Phil feierte nun einigen Erfolg als Solokünstler; auf seinem Album Phil Everly, das zum großen Teil in London aufgenommen worden war, spielten Musiker wie Mark Knopfler von den Dire Straits, Terry Williams und Billy Bremner von Rockpile oder Keyboarder Pete Wingfield. Die Single She Means Nothing To Me, auf der Cliff Richard als zweiter Leadsänger zu hören war, brachte Phil Anfang 1983 eine Notierung in den britischen Top Ten. In den USA wurde das Duett nicht als Single veröffentlicht, der Song erschien dort lediglich auf dem Album, das in Großbritannien ebenfalls kurz in den Charts auftauchte.

### 1983 bis 2005: Reunion und mehr

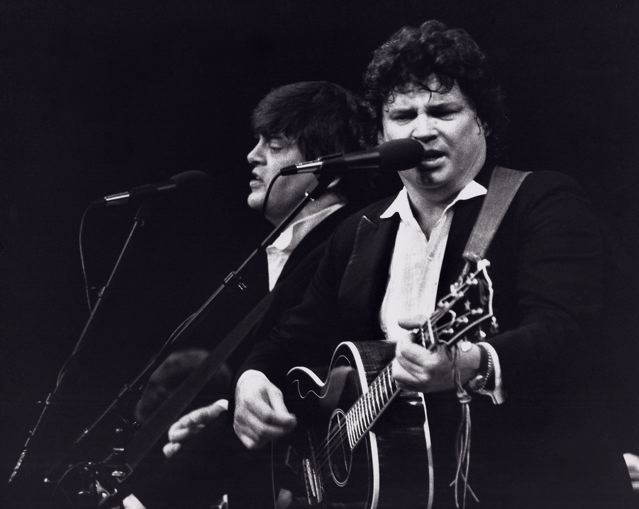
The Everly Brothers bei einem Konzert in New York (etwa 80er-Jahre)

Mehrere Jahre lang hatten die Brüder nicht mehr miteinander geredet, als ihr Vater schwer erkrankte. Im Krankenhaus trafen sie sich, dann auch bei der Beerdigung. Später reifte der Entschluss, wieder zusammen Musik zu machen. Da Phil in Großbritannien gerade seinen Hit mit Cliff Richard in den Charts hatte und die Briten immer ihre treuesten Fans waren, wählten sie England für ihr Comeback. Dons Freund Albert Lee, den auch Phil gut kannte, sollte für sie eine Band zusammenstellen, und im Sommer wurde bekannt: Die Everly Brothers geben ein Reunion-Konzert.
Am 22. und 23. September 1983 ging dieses „zeitlose Stück Rockmusik“ über die Bühne der Royal Albert Hall in London. Don und Phil spielten ihre großen Hits aus den 1950er- und 1960er-Jahren, teils als Potpourris. Das Konzert wurde auf Video festgehalten und in den USA von dem Kabelsender Home Box Office ausgestrahlt. Das Album zum Konzert kam in die britischen Charts – Grund genug für die Brüder, es auch im Studio noch einmal versuchen zu wollen.
Im Februar 1984 schlossen Don und Phil gemeinsam einen Vertrag mit Polygram Records. Dave Edmunds, bekennender Everly-Brothers-Fan, produzierte mit ihnen in seinen Rockfield-Studios in Wales das Album The Everly Brothers, das in den USA den Titel EB 84 erhielt. Auf ihm fanden sich Stücke, die von bekannten Stars wie Jeff Lynne oder Frankie Miller maßgeschneidert für die Brüder komponiert waren, und Lieder wie Asleep, die Don selbst geschrieben hatte. On the Wings of a Nightingale, das Paul McCartney für die Brüder geschrieben hatte, wurde als Singleauskopplung sowohl in den USA als auch in Europa ein Hit. Das Album wurde vom Magazin TIME 1984 zum Rockalbum des Jahres gewählt.
Nach demselben Rezept wurde 1985 ein weiteres Album, Born Yesterday, aufgenommen: Dave Edmunds produzierte eine Auswahl von Songs bekannter Stars wie Mark Knopfler, Bob Dylan oder Sam Cooke sowie Eigenkompositionen der Brüder, darunter den Titelsong, der 1985 als bestes Country-Duett für einen Grammy nominiert wurde.
Im Dezember 1986 traten sie beim Jubiläumskonzert der Beach Boys anlässlich deren 25-jährigen Bestehens am Waikiki-Strand in Hawaii als Gäste auf. Gemeinsam mit den Beach Boys brachten sie auch 1988 die Single Don’t Worry Baby heraus; das Lied wurde im Film Tequila Sunrise verwendet. Nach 1989, als Some Hearts veröffentlicht wurde, haben die Brüder kein neues Studioalbum mehr herausgebracht, waren aber bis Mitte der 2000er-Jahre immer wieder auf Tournee. 2003/04 waren sie Gaststars der Konzerte von Simon & Garfunkel während Pauls und Arts Old-Friends-Reunion-Tour. Als Anerkennung an ihre Vorbilder machten Simon & Garfunkel die Everly Brothers nicht zur Vorgruppe, sondern riefen sie während ihrer laufenden Konzerte auf die Bühne, wo sie drei ihrer Hits vortragen durften.
Ihr letztes Konzert gaben die Everly Brothers am 28. November 2005 im Regent Theatre im englischen Ipswich. Danach zogen sie sich weitestgehend aus dem Musikgeschäft zurück.

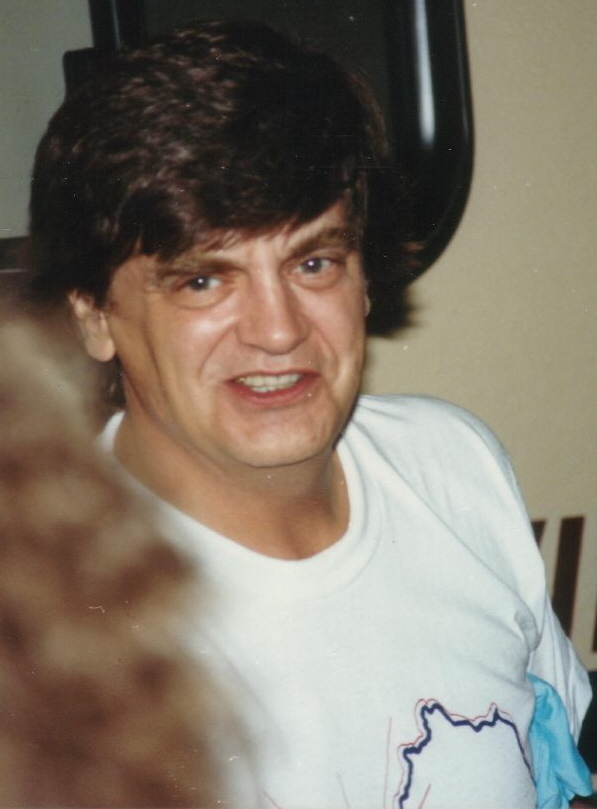
Phil Everly (ca.1988)

### 2006–2021: Ruhestand und Tod der Brüder
Phil Everly, der jüngere der beiden Brüder, starb am 3. Januar 2014 im kalifornischen Burbank, nur wenige Tage vor seinem 75. Geburtstag. Wie seine Frau bekanntgab, erlag er den Folgen einer chronisch obstruktiven Lungenerkrankung.
Don Everly absolvierte danach noch gelegentlich öffentliche Auftritte, im Juni 2018 sang er bei einem Konzert von Paul Simon in Nashville mit ihm im Duett den Song Bye Bye Love. Er starb sieben Jahre nach seinem Bruder, am 21. August 2021, im Alter von 84 Jahren an einem Herzinfarkt. Überlebt wurden beide Brüder von ihrer Mutter Margaret, die im Dezember 2021 mit 102 Jahren starb.

## Stil und Einflüsse
Der Sound der Everly Brothers lebt vom harmonierenden Gesang und Gitarrespiel der Brüder. Beide waren versierte Instrumentalisten (Gitarre mit Stahlsaiten); ihr Gesang erklang im Close-Harmony-Stil: jeder Bruder sang eine Melodie, die oft auch für sich als Gesangsstimme stehen konnte. Meist sang Don die Grundmelodie, und Phil sang eine parallele Terz oberhalb. „Die Everlys waren in Stimmumfang und Klangfarbe/Timbre ähnlich – so ähnlich, dass es sogar im Refrain schwierig ist, die einzelne Stimme herauszuhören. Dies gibt der Aufnahme eine Kraft, die zu der Zeit selten war, als Multitracking noch wenig verbreitet war.“, schrieb Rolling-Stone-Autor Dave Marsh über Bye Bye Love. Eins der besten Beispiele für diese Gesangstechnik der Brüder ist ihr 1958er-Hit Devoted to You. Sie hatte ihre Wurzeln in jahrhundertealter schottischer und irischer Volksmusik, wie sie in den Appalachen von Duos wie den Louvin Brothers oder The Blue Sky Boys überliefert worden war.
Was die Everly-Brüder von den Rock-and-Roll-Stars – die vor Bye Bye Love bekannt waren – unterschied, war, dass sie einen eigenen, „weißen“ Sound hatten. Elvis Presley, Gene Vincent oder Buddy Holly vor ihnen spielten auch gitarrenbetonte Musik, doch ihre gesamte Attitüde war „schwarz“, ihr Gitarrenspiel war zwar von der Country-Steelgitarre beeinflusst, blieb aber in der Tradition des Rhythm and Blues. Diese Künstler wurden daher am Anfang ihrer Karrieren für Schwarze gehalten. Das Gitarrenspiel der Everlys hingegen unterschied sich davon – es war „weiß“, hatte aber einen ganz eigenen Klang. Es war nicht mehr nur ein rhythmischer Hintergrund für den Gesang, sondern speziell die Gitarrensoli von Don wurden zu einem eigenen musikalischen Element der Songs.
Auf der autorisierten Website everlybrothers.com heißt es: Mit Bye Bye Love war eine Hitformel entdeckt worden: Boudleaux Bryants Rhythmen, Felices Texte, Dons Gitarrenintros und Phils Harmonien. Das Songwritingteam Bryant begann Lieder zu schreiben, die genau auf die Harmonien der Everlys zugeschnitten waren, und die irgendwo mittendrin das erwartete und ebenso wichtige Gitarrensolo von Don hatten.
Das Ergebnis war eine Mischung aus Country, Rock and Roll und R&B, die Don und Phil selbst so beschrieben: „Wir sind nicht Grand Ole Opry […] wir sind offensichtlich auch nicht Perry Como […] wir sind einfach Popmusik. Man könnte uns aber vielleicht auch eine amerikanische Skiffle-Band nennen.“ Das Arrangement von Bye Bye Love gab das „instrumentale Gerüst“ für die gesamte Zeit bei Cadence Records vor: Im Vordergrund neben den beiden Stimmen die beiden akustischen Gitarren, unterstützt von der Rhythmusgruppe um Bass, Schlagzeug und Klavier (meist mit Floyd Cramer an den Tasten). Die elektrische Gitarre steuerte „Farbtupfer“ bei.
Chet Atkins, der auf den frühen Aufnahmen der Everly Brothers Gitarre spielte, sagte über die Lieder von Boudleaux Bryant: „Er hatte eine Ader dafür, solche niedlichen Lieder mit Textzeilen wie dream, dream, dream zu schreiben. Sie waren fast wie Wiegenlieder, was perfekt zu den Everly Brothers passte.“ Zu den Texten heißt es auf der Website der Rock and Roll Hall of Fame: „Die Bryants schrieben und die Everlys sangen ausdrucksvoll von Teenagerliebe und -herzschmerz wie von tragikomischen Situationen.“ In ihrem Rock-Lexikon nennen Siegfried Schmidt-Joos und Barry Graves die Bryants „zwei sachverständige Songschreiber, die den Themenkreis Schule, Kino, Elternhaus, Eisbar und Bandentreff mit griffigen Formulierungen umreißen konnten.“
Ihr Aussehen und ihre Songs über Teenager-Ängste ordneten die Everly Brothers als Rock & Roll ein, doch ihre gedämpften, oftmals traurigen Close Harmonies mit vollakkordigen akustischen Gitarrenklängen waren eindeutig Country-Musik. Ihre parallelen Terzen gehen zurück auf die Louvin Brothers, das einzige Zugeständnis an den Rock & Roll war die von Chet Atkins hinzugefügte Synkopierung. Diese Mixtur aus Country- und Rock-&-Roll-Einflüssen ermöglichte den Everly Brothers eine Anzahl von Crossover-Hits sowohl in der Country- als auch in der Pop-Hitparade.

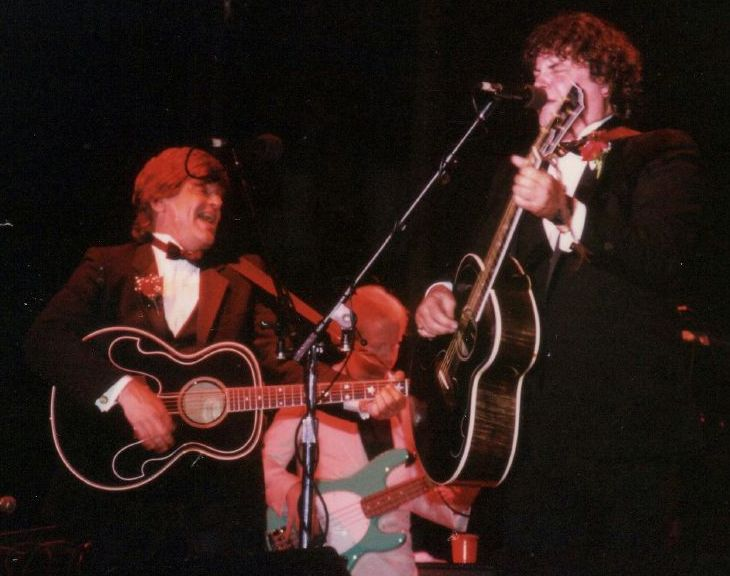
The Everly Brothers: Don (rechts) und Phil

Der Gesangsstil der Everly-Brüder hatte starken Einfluss auf die Beatgruppen der 1960er-Jahre. Sowohl die Beatles als auch die Beach Boys entwickelten ihren Gesangsstil in ihren frühen Werken, indem sie Everly-Songs kopierten. Das Gesangsarrangement des Beatles-Lieds Please Please Me basiert direkt auf dem von Cathy’s Clown.
Darüber hinaus beeinflusste der Sound der Everly Brothers das Duo Simon & Garfunkel, die Hollies, die Byrds und die Mamas and Papas, aber auch Musiker wie beispielsweise Mike Rutherford von Genesis und viele andere mehr.
Die Everlys haben einige ihrer Hits selbst geschrieben, darunter (’Til) I Kissed You (Don), When Will I Be Loved (Phil), Cathy’s Clown und The Price of Love (beide: Don und Phil gemeinsam). Mit Coverversionen dieser Titel der Everly Brothers konnten verschiedene Künstler Erfolge feiern: Cathy’s Clown wurde ein Hit für Reba McEntire; When Will I Be Loved wurde ein US-Top-Ten-Titel für Linda Ronstadt, auf dem die Everly Brothers die Backing-Vocals sangen; in den Country-Charts war diese Aufnahme 1975 auf Platz eins.
Die norwegische Band a-ha coverte Crying in the Rain 1990 auf ihrem Album East of the Sun, West of the Moon. Thou Shalt Not Steal war bereits 1954 ein Country-Hit (Platz 14) für Kitty Wells. Bryan Ferrys Interpretation von The Price of Love erreichte als Haupttrack seiner EP Extended Play im August 1976 Platz 7 und als Single-A-Seite in einer neuen Abmischung 1989 noch einmal Platz 49. Till I Kissed You wurde (in dieser alternativen Schreibweise) 1974 ein Top-20-Hit in Deutschland für John Kincade.
1980 nahmen Nick Lowe und Dave Edmunds mehrere Hits der Everly Brothers auf. Die EP Nick Lowe & Dave Edmunds Sing The Everly Brothers mit den Titeln Take a Message to Mary, Crying in the Rain, Poor Jenny und When Will I Be Loved wurde nie offiziell in den Handel gebracht, sie lag lediglich den ersten Auflagen der LP Seconds of Pleasure der gemeinsamen Band von Edmunds und Lowe, Rockpile, bei.

## Zusammenarbeit mit anderen Künstlern
Während ihrer gesamten Karriere haben beide Everlys gemeinsam oder einzeln auch immer wieder ausgiebig mit anderen Künstlern zusammengearbeitet, mit denen sie Duette oder auf deren Aufnahmen sie die Backing Vocals sangen. So hatten die Brüder schon 1986, lange vor der gemeinsamen Tournee, auf dem Titelsong von Paul Simons Bestseller-Album Graceland mitgewirkt.
Ein weiteres Beispiel ist Don Everlys Duett Everytime You Leave mit Emmylou Harris 1979 auf deren Album Blue Kentucky Girl; außerdem sang er in den 1970er-Jahren mit Guy Clark, Bryn Haworth und Albert Lee.
Phil Everly brachte 1976 seine Stimme auf J. D. Southers White Rhythm and Blues von der LP You're Only Lonely ein. Im Duett mit Sondra Locke sang er den Titel Don’t Say You Don’t Love Me No More bei einem Cameo-Auftritt im Film Der Mann aus San Fernando (Every Which Way But Loose). 1983 brachte Phil im Duett mit Cliff Richard She Means Nothing to Me in die britischen und deutschen Top Ten; 1994 nahm er mit Sir Cliff eine neue Version von All I Have to Do Is Dream auf, die ebenfalls ein Hit wurde. 2006 sang Phil Everly das Duett Sweet Little Corrina mit Countrysänger Vince Gill auf dessen Album These Days. 1988 nahmen beide Brüder gemeinsam mit den Beach Boys das Lied Don’t Worry Baby auf.
Gemeinsam mit Dean Reed trat Phil Everly 1979 im Fernsehen der DDR auf. Die im Februar in Karl-Marx-Stadt aufgezeichnete Show Der Mann aus Colorado 2 wurde am 13. Oktober 1979 ausgestrahlt. Phil sang zwei Lieder solo und anschließend All I Have to Do Is Dream und Bye Bye Love im Duett mit dem Gastgeber und Moderator Reed. 1981 war Phil auch Gaststar bei sechs Dean-Reed-Konzertabenden im Berliner Palast der Republik, bei denen sie gemeinsam Bye Bye Love und Let It Be Me sangen.
Im Jahr 1990 nahm Phil Everly seine Komposition On Top of the World als Duett mit dem niederländischen Sänger René Shuman auf. Das Lied wurde auf Shumans Album Set the Clock on Rock veröffentlicht.

## Erfolge, Preise, Auszeichnungen

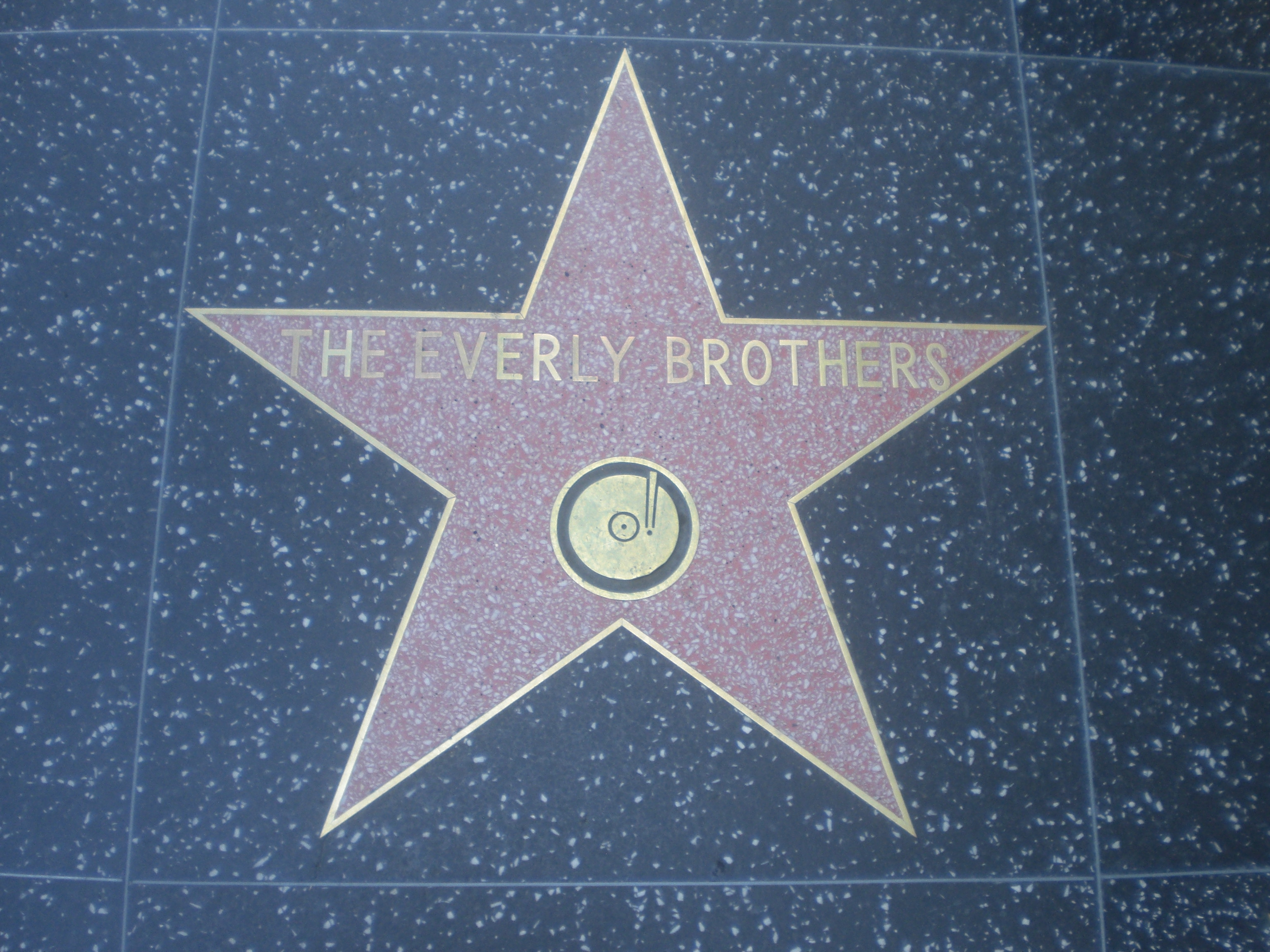
Der Stern auf dem Hollywood Walk of Fame für die Everly Brothers

Die Everly Brothers verbuchten während ihrer Karriere 33 Top-40-Notierungen in den britischen und 26 Top-40-Songs in den US-Charts. Weltweit haben sie mehr als 40 Millionen Tonträger verkauft. Der Sound der Everlys ist zeitlos: in Großbritannien ist seit 1960 in jedem Jahrzehnt mindestens ein Album mit Hits der Brüder in die Albumcharts gekommen.
1986 gehörten die Everly Brothers zu den ersten zehn Künstlern, die in die Rock and Roll Hall of Fame aufgenommen wurden; im selben Jahr wurde ihnen ein Stern auf dem Hollywood Walk of Fame gewidmet. Ihre Heimatstadt Central City (Kentucky) benannte anlässlich eines Homecoming-Konzerts 1988 die Chestnut Street um in Everly Brothers Boulevard und widmete ihnen ein Denkmal vor dem City building (Stadthaus). 1997 erhielten sie den Grammy für ihr Lebenswerk. 2001 wurden sie in die Country Music Hall of Fame und die Nashville Songwriters Hall of Fame, 2004 in die Vocal Group Hall of Fame aufgenommen. Ebenfalls 2004 führte der Rolling Stone sie auf Platz 33 seiner Liste der hundert größten Musikacts aller Zeiten. 2008 wählte dasselbe Magazin die Everly Brothers auf Rang 90 der 100 größten Sänger aller Zeiten.
Von 1958 bis 1962 wählten die Leser der britischen Musikzeitschrift NME die Everly Brothers jährlich zur weltweit besten Gesangsgruppe. Auch in der Rockabilly Hall of Fame und der Jukebox Hall of Fame sind die Everly Brothers vertreten.

## Diskografie (Auswahl)

### Alben
| Jahr | Titel                                                                 | Höchstplatzierung, Gesamtwochen, AuszeichnungChartplatzierungen (Jahr, Titel, Platzierungen, Wochen, Auszeichnungen, Anmerkungen) | Höchstplatzierung, Gesamtwochen, AuszeichnungChartplatzierungen (Jahr, Titel, Platzierungen, Wochen, Auszeichnungen, Anmerkungen) | Höchstplatzierung, Gesamtwochen, AuszeichnungChartplatzierungen (Jahr, Titel, Platzierungen, Wochen, Auszeichnungen, Anmerkungen) | Anmerkungen                                                                |
| Jahr | Titel                                                                 | DE | UK | US | Anmerkungen                                                                |
| ---- | --------------------------------------------------------------------- | --- | --- | --- | -------------------------------------------------------------------------- |
| 1958 | The Everly Brothers                                                   | — | — | US16 (3 Wo.)US |                                                                            |
| 1960 | It’s Everly Time!                                                     | — | UK2 (23 Wo.)UK | US9 (10 Wo.)US | erstes Album bei Warner                                                    |
| 1960 | The Fabulous Style of the Everly Brothers                             | — | UK4 (11 Wo.)UK | US23 (19 Wo.)US | Kompilation                                                                |
| 1960 | A Date with the Everly Brothers                                       | — | UK3 (14 Wo.)UK | US9 (24 Wo.)US |                                                                            |
| 1962 | Instant Party                                                         | — | UK20 (1 Wo.)UK | — |                                                                            |
| 1962 | The Golden Hits of the Everly Brothers                                | — | — | US35 (17 Wo.)US | Best-of-Album                                                              |
| 1965 | Beat & Soul                                                           | — | — | US141 (3 Wo.)US |                                                                            |
| 1970 | The Everly Brothers’ Original Greatest Hits                           | — | UK7 (16 Wo.)UK | US180 (8 Wo.)US | Best-of-Album                                                              |
| 1974 | The Very Best of the Everly Brothers                                  | — | UK43 Gold · (1 Wo.)UK | US— GoldUS |                                                                            |
| 1975 | Walk Right Back with the Everlys                                      | — | UK10 Platin · (10 Wo.)UK | — |                                                                            |
| 1977 | Living Legends                                                        | — | UK12 (10 Wo.)UK | — |                                                                            |
| 1982 | Love Hurts                                                            | — | UK22 Gold · (22 Wo.)UK | — |                                                                            |
| 1984 | The Everly Brothers Reunion Concert UK: Live at the Royal Albert Hall | — | UK47 Silber · (6 Wo.)UK | US162 (5 Wo.)US | Livealbum aufgenommen im September 1983 in der Royal Albert Hall in London |
| 1984 | EB 84 UK: The Everly Brothers                                         | — | UK36 (4 Wo.)UK | US38 (17 Wo.)US | erste Veröffentlichung bei Mercury Records                                 |
| 1986 | Born Yesterday                                                        | — | — | US83 (19 Wo.)US |                                                                            |
| 1993 | The Golden Years of the Everly Brothers – Their 24 Greatest Hits      | — | UK26 Silber · (5 Wo.)UK | — | Best-of-Album                                                              |
| 2002 | The Definitive Everly Brothers                                        | — | UK10 Gold · (9 Wo.)UK | — | Best-of-Album                                                              |
| 2008 | 50 Years of Hits                                                      | — | UK23 (5 Wo.)UK | — | Erstveröffentlichung: 4. November 2008 Best-of-Album                       |
| 2014 | The Very Best of                                                      | — | UK28 Gold · (5 Wo.)UK | — | Best-of-Album                                                              |

grau schraffiert: keine Chartdaten aus diesem Jahr verfügbar
Weitere Alben
- 1958: Songs Our Daddy Taught Us
- 1961: Both Sides of an Evening
- 1962: Folk Songs of the Everly Brothers (Kompilation)
- 1962: Christmas with the Everly Brothers
- 1963: The Everly Brothers Sing Great Country Hits
- 1964: Gone, Gone, Gone
- 1964: The Very Best of the Everly Brothers
- 1965: Rock’n Soul
- 1966: In Our Image
- 1966: Two Yanks in England
- 1967: The Hit Sound of the Everly Brothers
- 1967: The Everly Brothers Sing
- 1968: Roots (mit Ausschnitten aus der Radiosendung The Everly Family)
- 1970: The Everly Brothers Show (Doppel-Livealbum)
- 1972: Stories We Could Tell
- 1973: Pass the Chicken and Listen
- 1974: Don And Phil’s Fab 50 Treasury (UK: Silber)
- 1988: Some Hearts
- 1990: All-Time Greatest Hits
- 2012: Country: The Everly Brothers (Kompilation)

CD-Box-Kompilationen
- 1992: Classic Everly Brothers (3-CD-Box mit Aufnahmen von 1955 bis 1960)
- 1994: Heartaches and Harmonies (4-CD-Box mit Aufnahmen von 1951 bis 1990)
- 2006: The Price of Fame (7-CD-Box mit Aufnahmen von 1960 bis 1965 und Buch)
- 2006: Chained to a Memory (8-CD-Box mit Aufnahmen von 1966 bis 1970 und Buch)

### Singles
| Jahr | Titel Album                                            | Höchstplatzierung, Gesamtwochen/‑monate, AuszeichnungChartplatzierungen (Jahr, Titel, Album, Platzierungen, Wochen/Monate, Auszeichnungen, Anmerkungen) | Höchstplatzierung, Gesamtwochen/‑monate, AuszeichnungChartplatzierungen (Jahr, Titel, Album, Platzierungen, Wochen/Monate, Auszeichnungen, Anmerkungen) | Höchstplatzierung, Gesamtwochen/‑monate, AuszeichnungChartplatzierungen (Jahr, Titel, Album, Platzierungen, Wochen/Monate, Auszeichnungen, Anmerkungen) | Anmerkungen | [↑]: gemeinsam behandelt mit vorhergehendem Eintrag; [←]: in beiden Charts platziert |
| Jahr | Titel Album                                            | DE | UK | US | Anmerkungen |                                                                                      |
| ---- | ------------------------------------------------------ | --- | --- | --- | --- | ------------------------------------------------------------------------------------ |
| 1957 | Bye Bye Love The Everly Brothers                       | — | UK6 (16 Wo.)UK | US2 (27 Wo.)US | Erstveröffentlichung: 6. April 1957 Autoren: Felice und Boudleaux Bryant Platz 207 der Rolling-Stone-500, Rock and Roll Hall of Fame, Grammy Hall of Fame |                                                                                      |
| 1957 | Wake Up Little Susie The Everly Brothers               | DE30 (1 Mt.)DE | UK2 (13 Wo.)UK | US1 (26 Wo.)US | Erstveröffentlichung: 31. August 1957 Autoren: Felice und Boudleaux Bryant Platz 311 der Rolling-Stone-500                                                |                                                                                      |
| 1958 | This Little Girl of Mine The Everly Brothers           | — | — | US26 (9 Wo.)US | Erstveröffentlichung: 20. Januar 1958 1955 ein Hit für Ray Charles                                                                                        |                                                                                      |
| 1958 | All I Have to Do Is Dream –                            | — | UK1 Silber · (21 Wo.)UK | US1 (19 Wo.)US | Erstveröffentlichung: 1. April 1958 Autoren: Felice und Boudleaux Bryant Platz 141 der Rolling-Stone-500, Rock and Roll Hall of Fame, Grammy Hall of Fame |                                                                                      |
| 1958 | Claudette –[DE: ↑][UK: ↑]                              | — | UK1 Silber · (21 Wo.)UK | US30 (10 Wo.)US | Autor: Roy Orbison Doppel-A-Single mit All I Have to Do Is Dream                                                                                          |                                                                                      |
| 1958 | Bird Dog –                                             | — | UK2 (16 Wo.)UK | US1 (18 Wo.)US | Erstveröffentlichung: 28. Juli 1958 Autoren: Felice und Boudleaux Bryant                                                                                  |                                                                                      |
| 1958 | Devoted to You –[DE: ↑][UK: ↑]                         | — | UK2 (16 Wo.)UK | US10 (14 Wo.)US | Autoren: Felice und Boudleaux Bryant B-Seite von Bird Dog                                                                                                 |                                                                                      |
| 1958 | Problems –                                             | — | UK6 (12 Wo.)UK | US2 (15 Wo.)US | Erstveröffentlichung: 27. Oktober 1958 Autoren: Felice und Boudleaux Bryant                                                                               |                                                                                      |
| 1958 | Love of My Life –[DE: ↑][UK: ↑]                        | — | UK6 (12 Wo.)UK | US40 (6 Wo.)US | Autoren: Felice und Boudleaux Bryant B-Seite von Problems                                                                                                 |                                                                                      |
| 1959 | Take a Message to Mary –                               | — | UK20 (10 Wo.)UK | US16 (13 Wo.)US | Erstveröffentlichung: 23. März 1959 Autoren: Felice und Boudleaux Bryant                                                                                  |                                                                                      |
| 1959 | Poor Jenny –                                           | — | UK14 (11 Wo.)UK | US22 (12 Wo.)US | Autoren: Felice und Boudleaux Bryant, in US B-Seite von Take a Message to Mary                                                                            |                                                                                      |
| 1959 | (’Til) I Kissed You –                                  | — | UK2 (15 Wo.)UK | US4 (16 Wo.)US | Erstveröffentlichung: 3. August 1959 mit den Crickets als Begleitband, Autor: Don Everly                                                                  |                                                                                      |
| 1959 | Let It Be Me –                                         | — | UK13 (10 Wo.)UK | US7 (15 Wo.)US | Erstveröffentlichung: 28. Dezember 1959 Original/Autor: Je t’appartiens von Gilbert Bécaud, englischer Text: Mann Curtis                                  |                                                                                      |
| 1960 | Cathy’s Clown –                                        | DE41 (1 Mt.)DE | UK1 (18 Wo.)UK | US1 (17 Wo.)US | Erstveröffentlichung: 1. April 1960 Autor: Don Everly Platz 149 der Rolling-Stone-500 erste Veröffentlichung bei Warner                                   |                                                                                      |
| 1960 | Always It’s You –[DE: ↑][UK: ↑]                        | DE41 (1 Mt.)DE | UK1 (18 Wo.)UK | US56 (6 Wo.)US | Autoren: Felice und Boudleaux Bryant B-Seite von Cathy’s Clown                                                                                            |                                                                                      |
| 1960 | When Will I Be Loved –                                 | — | UK4 (16 Wo.)UK | US8 (13 Wo.)US | Erstveröffentlichung: 23. Mai 1960 Autor: Phil Everly |                                                                                      |
| 1960 | Be Bop A-Lula The Everly Brothers[DE: ↑][UK: ↑]        | — | UK4 (16 Wo.)UK | US74 (5 Wo.)US | B-Seite von When Will I Be Loved Original: Gene Vincent (1956)                                                                                            |                                                                                      |
| 1960 | So Sad (To Watch Good Love Go Bad) It’s Everly Time!   | — | UK4 (15 Wo.)UK | US7 (12 Wo.)US | Erstveröffentlichung: 15. August 1960 Autor: Don Everly                                                                                                   |                                                                                      |
| 1960 | Lucille A Date with the Everly Brothers[DE: ↑][UK: ↑]  | — | UK4 (15 Wo.)UK | US21 (10 Wo.)US | Doppel-A-Seite mit So Sad Original: Little Richard |                                                                                      |
| 1960 | Like Strangers –                                       | — | UK11 (10 Wo.)UK | US22 (10 Wo.)US | Erstveröffentlichung: 17. Oktober 1960 Autoren: Felice und Boudleaux Bryant                                                                               |                                                                                      |
| 1961 | Walk Right Back –                                      | — | UK1 (16 Wo.)UK | US7 (13 Wo.)US | Erstveröffentlichung: 13. Januar 1961 Autor: Sonny Curtis                                                                                                 |                                                                                      |
| 1961 | Ebony Eyes –[DE: ↑][UK: ↑]                             | — | UK1 (16 Wo.)UK | US8 (12 Wo.)US | Doppel-A-Seite mit Walk Right Back Autor: John D. Loudermilk                                                                                              |                                                                                      |
| 1961 | Temptation Instant Party                               | — | UK1 (15 Wo.)UK | US27 (6 Wo.)US | Erstveröffentlichung: 12. Mai 1961 1934 ein Hit für Bing Crosby                                                                                           |                                                                                      |
| 1961 | Stick with Me Baby A Date with the Everly Brothers     | — | — | US41 (4 Wo.)US | Autor: Mel Tillis |                                                                                      |
| 1961 | Don’t Blame Me –                                       | — | UK20 (6 Wo.)UK | US20 (8 Wo.)US | Erstveröffentlichung: 22. September 1961 1933 ein Hit für Ethel Waters das Original stammt aus dem Musical Clowns in Clover                               |                                                                                      |
| 1961 | Muskrat –[DE: ↑][UK: ↑]                                | — | UK20 (6 Wo.)UK | US82 (4 Wo.)US | in UK Doppel-A-Single mit Don’t Blame Me, in US Vierfach-Single mit zwei weiteren Songs                                                                   |                                                                                      |
| 1961 | Crying in the Rain –                                   | — | UK6 (15 Wo.)UK | US6 (13 Wo.)US | Erstveröffentlichung: 22. Dezember 1961 Autoren: Howard Greenfield, Carole King (ihre einzige Zusammenarbeit) vielfach gecovert, u. a. 1990 von A-ha      |                                                                                      |
| 1962 | That’s Old Fashioned (That’s the Way Love Should Be) – | — | — | US9 (11 Wo.)US | Erstveröffentlichung: 12. Mai 1962 |                                                                                      |
| 1962 | How Can I Meet Her? –                                  | — | UK12 (10 Wo.)UK | US75 (3 Wo.)US | B-Seite von That’s Old Fashioned Autoren: Gerry Goffin, Jack Keller                                                                                       |                                                                                      |
| 1962 | I’m Here to Get My Baby out of Jail –                  | — | — | US76 (6 Wo.)US | Erstveröffentlichung: 22. September 1962 nachträgliche Veröffentlichung von Cadence aufgenommen 1958, produziert von Felice und Boudleaux Bryant          |                                                                                      |
| 1962 | Don’t Ask Me to Be Friends –                           | — | — | US48 (7 Wo.)US | Erstveröffentlichung: 13. Oktober 1962 Autoren: Gerry Goffin, Jack Keller                                                                                 |                                                                                      |
| 1962 | No One Can Make My Sunshine Smile –                    | — | UK11 (11 Wo.)UK | — | Autoren: Gerry Goffin, Jack Keller in US B-Seite von Don’t Ask Me to Be Friends                                                                           |                                                                                      |
| 1963 | So It Will Always Be –                                 | — | UK23 (11 Wo.)UK | — | Erstveröffentlichung: 22. Februar 1963 |                                                                                      |
| 1963 | It’s Been Nice (Goodnight) –                           | — | UK26 (5 Wo.)UK | — | Erstveröffentlichung: 1. Mai 1963 Autoren: Doc Pomus, Mort Shuman                                                                                         |                                                                                      |
| 1963 | The Girl Sang the Blues –                              | — | UK25 (9 Wo.)UK | — | Erstveröffentlichung: 18. September 1963 Autoren: Barry Mann, Cynthia Weil                                                                                |                                                                                      |
| 1964 | The Ferris Wheel Gone, Gone, Gone                      | — | UK22 (10 Wo.)UK | US72 (6 Wo.)US | Erstveröffentlichung: 6. Juni 1964 |                                                                                      |
| 1964 | Gone, Gone, Gone                                       | — | UK36 (6 Wo.)UK | US31 (10 Wo.)US | Erstveröffentlichung: 7. Oktober 1964 Autoren: Don und Phil Everly                                                                                        |                                                                                      |
| 1965 | That’ll Be the Day –                                   | — | UK30 (4 Wo.)UK | — | Erstveröffentlichung: 13. März 1965 Original: Buddy Holly                                                                                                 |                                                                                      |
| 1965 | The Price of Love In Our Image                         | DE25 (2 Mt.)DE | UK2 (14 Wo.)UK | US40 (8 Wo.)US | Erstveröffentlichung: 14. Mai 1965 Autoren: Don und Phil Everly                                                                                           |                                                                                      |
| 1965 | I’ll Never Get over You In Our Image                   | — | UK35 (5 Wo.)UK | — | Erstveröffentlichung: August 1965 Autoren: Don und Phil Everly                                                                                            |                                                                                      |
| 1965 | Love Is Strange Beat & Soul                            | — | UK11 (9 Wo.)UK | — | Erstveröffentlichung: 12. August 1065 Original: Mickey & Sylvia (1956)                                                                                    |                                                                                      |
| 1967 | Bowling Green The Everly Brothers Sing                 | — | — | US40 (8 Wo.)US | Erstveröffentlichung: 6. April 1967 |                                                                                      |
| 1968 | It’s My Time                                           | — | UK39 (6 Wo.)UK | — | Erstveröffentlichung: 13. April 1968 Autor: John D. Loudermilk                                                                                            |                                                                                      |
| 1984 | On the Wings of a Nightingale EB 84                    | DE50 (8 Wo.)DE | UK41 (11 Wo.)UK | US50 (12 Wo.)US | Erstveröffentlichung: 24. August 1984 Autor: Paul McCartney; Produzent: Dave Edmunds                                                                      |                                                                                      |
| 1989 | Don’t Worry Baby –                                     | DE41 (6 Wo.)DE | — | — | Original: The Beach Boys; mit den Beach Boys |                                                                                      |

Weitere Singles
- 1956: Keep A-Lovin‘ Me / The Sun Keeps Shining (einzige Columbia-Veröffentlichung)
- 1960: Donna, Donna
- 1960: Memories Are Made of This
- 1960: Love Hurts
- 1960: You Thrill Me

#### Singles in deutscher Sprache
Wie viele Stars der späten 1950er und frühen 1960er haben auch die Everly Brothers Lieder in deutscher Sprache eingesungen, mit denen sie sich „an der Synthese von Nashville und Hermann Löns“ versuchten. Folgende Singles wurden veröffentlicht:
- Wo sind die schönen Tage / Warum[59] (1961)
- Du bist nicht so wie die andern / Susie[60] (1965)
- Sag auf Wiedersehen / Am Abend auf der Heide[61] (1966)

### Soloveröffentlichungen von Don Everly

#### Alben
- 1971: Don Everly (A&M/Ode SP 77005)
- 1974: Sunset Towers (A&M/Ode SP 77023)
- 1977: Brother Juke Box (Hickory/ABC AH 440003)

#### Singles
- 1971: Pomp and Circumstance / Black Mountain Stomp (als Adrian Kimberly)
- 1971: Tumblin’ Tumbleweeds
- 1974: Warmin’ Up the Band
- 1977: So Sad (To Watch Good Love Go Bad)

### Soloveröffentlichungen von Phil Everly

#### Alben
| Jahr | Titel       | Höchstplatzierung, Gesamtwochen, AuszeichnungChartsChartplatzierungen (Jahr, Titel, Platzierungen, Wochen, Auszeichnungen, Anmerkungen) | Anmerkungen |
| Jahr | Titel       | UK | Anmerkungen |
| ---- | ----------- | --- | ----------- |
| 1983 | Phil Everly | UK61 (1 Wo.)UK |             |

Weitere Alben
- 1973: Star Spangled Springer (RCA APLI-0092)
- 1974: Phil’s Dinner (UK-Titel: There’s Nothing Too Good for My Baby; Pye 12104)
- 1975: Mystic Line (>Pye 12121)
- 1979: Living Alone

#### Singles
| Jahr | Titel Album                 | Höchstplatzierung, Gesamtwochen, AuszeichnungChartsChartplatzierungen (Jahr, Titel, Album, Platzierungen, Wochen, Auszeichnungen, Anmerkungen) | Anmerkungen                   |
| Jahr | Titel Album                 | UK | Anmerkungen                   |
| ---- | --------------------------- | --- | ----------------------------- |
| 1982 | Louise –                    | UK47 (6 Wo.)UK |                               |
| 1983 | She Means Nothing to Me –   | UK9 (9 Wo.)UK | Phil Everly & Cliff Richard   |
| 1983 | Sweet Pretender –           | UK79 (3 Wo.)UK |                               |
| 1994 | All I Have to Do Is Dream – | UK14 (14 Wo.)UK | Cliff Richard mit Phil Everly |

Weitere Singles
- 1973: God Bless Older Ladies / The Air That I Breathe

### Videoalben
| Jahr | Titel                                           | Höchstplatzierung, Gesamtwochen, AuszeichnungChartsChartplatzierungen (Jahr, Titel, Platzierungen, Wochen, Auszeichnungen, Anmerkungen) | Anmerkungen                         |
| Jahr | Titel                                           | UK | Anmerkungen                         |
| ---- | ----------------------------------------------- | --- | ----------------------------------- |
| 2017 | Reunion Concert – Live At The Royal Albert Hall | UK8 (136 Wo.)UK | Erstveröffentlichung: 10. März 2017 |

## Auszeichnungen für Musikverkäufe
| Goldene Schallplatte - Australien - 1999: für das Album The Sensational Every Brothers - Kanada - 2000: für das Album All-Time Greatest Hits - Niederlande - 1984: für das Album EB 84 |

Anmerkung: Auszeichnungen in Ländern aus den Charttabellen bzw. Chartboxen sind in ebendiesen zu finden.
| Land/RegionAuszeichnungen für Musikverkäufe (Land/Region, Auszeichnungen, Verkäufe, Quellen) | Silber     | Gold     | Platin  | Verkäufe  | Quellen         |
| -------------------------------------------------------------------------------------------- | ---------- | -------- | ------- | --------- | --------------- |
| Australien (ARIA)                                                                            | —          | Gold1    | —       | 35.000    | aria.com.au     |
| Kanada (MC)                                                                                  | —          | Gold1    | —       | 50.000    | musiccanada.com |
| Niederlande (NVPI)                                                                           | —          | Gold1    | —       | 50.000    | nvpi.nl         |
| Vereinigte Staaten (RIAA)                                                                    | —          | Gold1    | —       | 500.000   | riaa.com        |
| Vereinigtes Königreich (BPI)                                                                 | 4× Silber4 | 4× Gold4 | Platin1 | 1.080.000 | bpi.co.uk       |
| Insgesamt                                                                                    | 4× Silber4 | 8× Gold8 | Platin1 |           |                 |